# Johnius coitor
Johnius coitor es una especie de pez de la familia Sciaenidae en el orden de los Perciformes.

## Morfología
• Los machos pueden llegar alcanzar los 16 cm de longitud total.

## Hábitat
Es un pez de clima tropical y demersal.

## Distribución geográfica
Se encuentra en Australia, Bangladés, Brunéi, la India, Indonesia, Malasia, Birmania,   Nepal Papúa Nueva Guinea y el Vietnam.

## Observaciones
Es inofensivo para los humanos.